# Hostelling International
Hostelling International, tidligere kendt som International Youth Hostel Federation (IYHF), er en sammenslutning af mere end 90 nationale vandrerhjems-foreninger i mere end 80 lande med mere end 4.500 tilknyttede vandrerhjem på verdensplan. Sammenslutningen er organiseret som en velgørenhedsorganisation og har sit hovedkontor i Storbritannien. Hostelling International blev grundlagt 20. oktober 1932 i Amsterdam af repræsentanter for elleve nationale foreninger, deriblandt én fra Danmark.
Historisk set var vandrerhjem meget forskellige fra mange af vore dages vandrerhjem, men den voksende popularitet for backpacking-kulturen har tvunget dem til at tilpasse konceptet for ikke at miste gæster. Den væsentligste forskel fra tidligere tiders vandrerhjem er i mange lande bortfald af selvhusholdning og tjanser.